# Исаев, Юрий Олегович
Ю́рий Оле́гович Иса́ев — российский государственный и общественный деятель, финансист, с 26 января по 1 августа 2022 года — заместитель председателя Центробанка России, в 2020-2022 годах президент Международной ассоциации страховщиков депозитов.

## Биография
Родился 1 января 1972 года в Москве. В 1994 году окончил экономический факультет Московского государственного авиационного института (МАИ) (первый курс МАИ закончил на факультете ФРЭЛА, затем перешёл на экономический факультет), кандидат экономических наук. Владеет французским и английским языками. Женат, воспитывает пятерых детей.

## Карьера
В 1992 — 93 гг. работал начальником отдела расчетов в конвертируемых валютах банка «Российский кредит». В 1994 — 95 гг. в том же банке занимал должность начальника отдела расчетов в конвертируемых валютах. В 1995—1999 гг. — начальник департамента регионального развития. С июля 1999 по декабрь 2000 года являлся первым зампредом правления банка «Российский кредит». С 2000 по 2001 — председатель совета директоров (президент) того же банка.
С мая 2001 по июль 2002 гг. — председатель совета директоров «Импэксбанка».
С июля 2002 по апрель 2004 гг. — замминистра экономического развития и торговли.
С августа 2003 по июнь 2004 — председатель совета директоров ОАО «Международный аэропорт Шереметьево».
C июня по декабрь 2004 года — советник первого заместителя руководителя ФСБ.
С декабря 2004 по декабрь 2005 гг. — директор по связям с государственными органами АО «Русал».
С декабря 2005 по июнь 2006 гг. — председатель правления банка ОАО «Российский банк развития».
В 2006-2007 гг. — первый заместитель председателя общественно-государственного объединения Всероссийское физкультурно-спортивное общество «Динамо».
С 2007 по 2011 гг. — исполнял обязанности депутата Государственной Думы РФ пятого созыва. Член фракции «Единая Россия».
С 2009 по 2012 гг. — президент ФК «Динамо» (Москва).
В декабре 2011 избран депутатом Госдумы РФ шестого созыва по региональному списку от Воронежской области. Был выдвинут от «Единой России». Член фракции «Единая Россия». Заместитель председателя Комитета Госдумы по финансовому рынку. В январе 2013 года досрочно сложил с себя полномочия депутата для перехода на работу в Агентство по страхованию вкладов.
С декабря 2012 по 26 января 2022  — генеральный директор Государственной корпорации «Агентство по страхованию вкладов».
С декабря 2020 по январь 2022 возглавлял Международную ассоциацию страховщиков депозитов.
C 26 января 2022 по 1 августа 2022 — заместитель председателя ЦБ РФ, Эльвиры Набиуллиной.

## Награды
- Орден Александра Невского (21.08.2020) — за заслуги в области экономики и финансов, многолетнюю добросовестную работу[7].
- Орден Дружбы (14.05.2016) — за достигнутые трудовые успехи и многолетнюю добросовестную работу[8].
- Благодарность Президента Российской Федерации (15.11.2013) — за достигнутые трудовые успехи, многолетнюю добросовестную работу и активную общественную деятельность[9].